# Carl Bergvall
Carl Bergvall, tidigare Berggren, född 21 september 1753 i Ringarums socken, död 7 februari 1816 i Skeppsås socken, var en svensk präst.

## Biografi
Carl Bergvall föddes 1753 på Rullerum i Ringarums socken. Han var son till bonden och gruvfogden därstädes. Bergvall blev 1775 student vid Uppsala universitet och prästvigdes 7 augusti 1782 till huspredikant på Torönsborg. Han blev samma år lärare vid Swartziska friskolan i Norrköping och 22 april 1789 komminister i Älvestads församling, där han tillträdde 1791. Han avlade pastoralexamen 13 september 1808 och blev 11 januari 1809 kyrkoherde i Skeppsås församling med tillträde 1810. Han avled 1816 i Skeppsås socken.

### Familj
Bergvall gifte sig 28 december 1784 med Anna Christina Enblom (1762–1826). Hon var dotter till komministern i Skönberga socken. De fick tillsammans barnen Nils Peter (född 1786), Carl Fredrik (1789–1790), Anna Charlotta (född 1790), Carl Gustaf (född 1793), Johan Adolf (född 1796),  Eva Christina (1798–1807), Adam Fredrik (18011801), Adam Fredrik (född 1802) och Johanna Gustava (född 1805).